# زمین‌لرزه ۱۹۹۵ میانمار
زمین‌لرزه میانمار  در تاریخ ۱۱ ژوئیه ۱۹۹۵ میلادی، برابر با ‎۲۰ تیر ۱۳۷۴، ساعت ۲۱:۴۶:۳۹ به زمان یوتی‌سی در میانمار رخ داد. ژرفای این زلزله ۸٫۵ کیلومتر بود، و بزرگی آن ۶٫۸ در مقیاس Mw اعلام شده‌است. زمین‌لرزه به وقت محلی در روز چهارشنبه، ساعت ۳٫۵ روی داده و منطقه زمانی آن یوتی‌سی +۶٫۵ بوده‌است .
سازمان زمین‌شناسی آمریکا نیز رومرکز این زمین‌لرزه را در مختصات ۲۱°۵۷′۵۸″شمالی ۹۹°۱۱′۴۶″شرقی / ۲۱٫۹۶۶°شمالی ۹۹٫۱۹۶°شرقی و ژرفای آنرا در ۱۲ کیلومتر گزارش کرده‌است. بزرگی برگزیدهٔ این سازمان از میان بزرگیهای محاسبه‌شدهٔ مختلف ۶٫۸ در مقیاس Mw بوده و از دید اثر، در میان چهار دسته‌بندی «نامحسوس»، «محسوس»، «زیان‌آور» یا «با تلفات»، زلزله را «با تلفات» اعلام کرده‌است.بیش از ۱۰۰۰۰۰ ساختمان در زمین‌لرزه خراب و بیش از ۴۲۰۰۰ ساختمان آسیب دیده‌است.
پروژهٔ «تنسور گشتاور مرکزوار» زاویه‌های (راستا، شیب، ریک) گسل سازندهٔ زمین‌لرزه و صفحه عمود بر آنرا (°۶۰، °۸۵، °۱) یا (°۳۳۰، °۸۹، °۱۷۵) و نوع گسل را «امتدادلغز» فرارسانده‌است.
شمار کشتگان زلزله حدود ۱۱ نفر بوده‌است.تعداد زخمیان ۱۳۶ نفر برآورده شده‌است.